# 9 Метида
9 Метида (енгл. 9 Metis) је астероид главног астероидног појаса са пречником од приближно 190 km.
Афел астероида је на удаљености од 2,678 астрономских јединица (АЈ) од Сунца, а перихел на 2,094 АЈ.
Ексцентрицитет орбите износи 0,122, инклинација (нагиб) орбите у односу на раван еклиптике 5,574 степени, а орбитални период износи 1346,698 дана (3,687 године).
Апсолутна магнитуда астероида је 6,28 а геометријски албедо 0,118.
Астероид је откривен 25. априла 1848. године.